# Xanthoparmelia tuckeriana
Xanthoparmelia tuckeriana är en lavart som beskrevs av Elix & T. H. Nash. Xanthoparmelia tuckeriana ingår i släktet Xanthoparmelia och familjen Parmeliaceae.   Inga underarter finns listade i Catalogue of Life.